# 中間魣
中間魣（學名：Sphyraena intermedia）為辐鳍鱼纲鲈形目鲭亚目金梭鱼科的其中一种，分布于地中海海域，背鳍软条15枚；臀鳍软条10枚，体长可达74.5厘米，属肉食性。
其种加词“intermedia”意为“中间的”。